# Ingrid Røynesdal
Ingrid Røynesdal (* 1. August 1978 in Trondheim, Norwegen) ist eine norwegische Museumsleiterin, Pianistin und Politikwissenschaftlerin. Seit Oktober 2023 hat sie die Direktion im Nationalmuseum Oslo inne, die sie von Karin Hindsbo übernommen hat.
Sie hält ein Diplom im klassischen Piano von der norwegischen Musikhochschule und auch einen Master in Politikwissenschaft von der Universität Oslo, die sie zur selben Zeit ablegte. Während der sechsjährigen Pianoausbildung von 1998 bis 2005 studierte sie unter anderem bei Jens Harald Bratlie, Jiří Hlinka und Einar Henning Smebye. Im Anschluss war sie selbstständig tätig als Referentin, Beraterin und Kommentatorin. Von 2009 bis 2011 arbeitete sie als Kommentatorin und Rezensentin bei der Zeitung Aftenposten. Im Anschluss hatte sie bis 2013 die Leitung im Edvard-Grieg-Museum Troldhaugen in Bergen inne, bis sie schließlich von 2013 bis 2023 die Direktion des Philharmonischen Orchesters Oslo übernahm.

## Sportkarriere
In den 1990er Jahren hat Ingrid Røynesdal 14 norwegische Meisterschaftstitel im Tennis in ihrer Altersklasse gewonnen und spielte von 1992 bis 1996 in der Jugendnationalmannschaft.
Zwischen 1999 und 2003 war sie als Sportkommentatorin beim TV-Sender Eurosport im Tennisprogramm tätig. 

## Engagements als Solistin (Auswahl)
- Trondheim Symphonieorchester (Trondheim Symfoniorkester) 1989, 1993, 1998, 2003, 2005
- Jugendsymphoniker (Ungdomssymfonikerne) 1993
- Musica-Vitea-Kammerorchester, Schweden (Kammerorkesteret Musica Vitea, Sverige) 1994
- Midt-Trøndelag Symphonieorchester (Midt-Trøndelag Symfoniorkester) 1995, 2000, 2003
- Bergen Philharmonieorchester (Bergen Filharmoniske Orkester) 1996
- Kristiansund Symphonieorchester (Kristiansund Symfoniorkester) 1997
- Stavanger Symphonieorchester (Stavanger Symfoniorkester) 1997, 2000
- Norwegisches Musikschulorchester, Spanien (Norsk Musikkskoleorkester, Spania) 1998.
- Rundfunkorchester, Oslo (Kringkastingsorkesteret, Oslo) 1999.
- Jugendsymphoniker in Nord-Trøndelag (Ungdomssymfonikerne i Nord-Trøndelag) 1999.
- Barratt-Dues-Symphonieorchester (Barratt Dues Symfoniorkester) 2000.

## Auszeichnungen
- Der junge Lindeman-Preis (norwegisch: De unges Lindemanpris) 2014
- Erster Preis im Solistenwettbewerb der Jugendsymphoniker (norwegisch: Ungdomssymfonikernes solistkonkurranse) 1995
- Erster Preis beim Jugendmusikwettbewerb (norwegisch: Ungdommens Musikkmesterskap) 1993